# Mark Weiser
Pour les articles homonymes, voir Weiser.
Mark D. Weiser (23 juillet 1952 - 27 avril 1999) était le chef scientifique de Xerox PARC et est considéré comme le père de l'informatique ubiquitaire depuis 1988.